# Ха (тибетская буква)

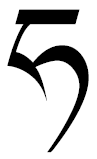

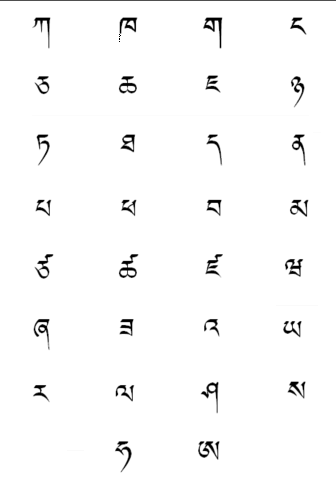

Ха — 29-я буква тибетского алфавита, обозначает глухой глоттальный щелевой согласный [h]. Числовое соответствие: Ха — 29, Хи — 59, Ху — 89, Хэ — 119, Хо — 149. Может быть только слогообразующей буквой, но образует так же целый ряд лигатур для передачи звуков, заимствованных из санскрита и китайского, например:
- Индийский Гха — , китайский Фа —  и др.

В словаре раздел буквы ха занимает около одного процента объёма.

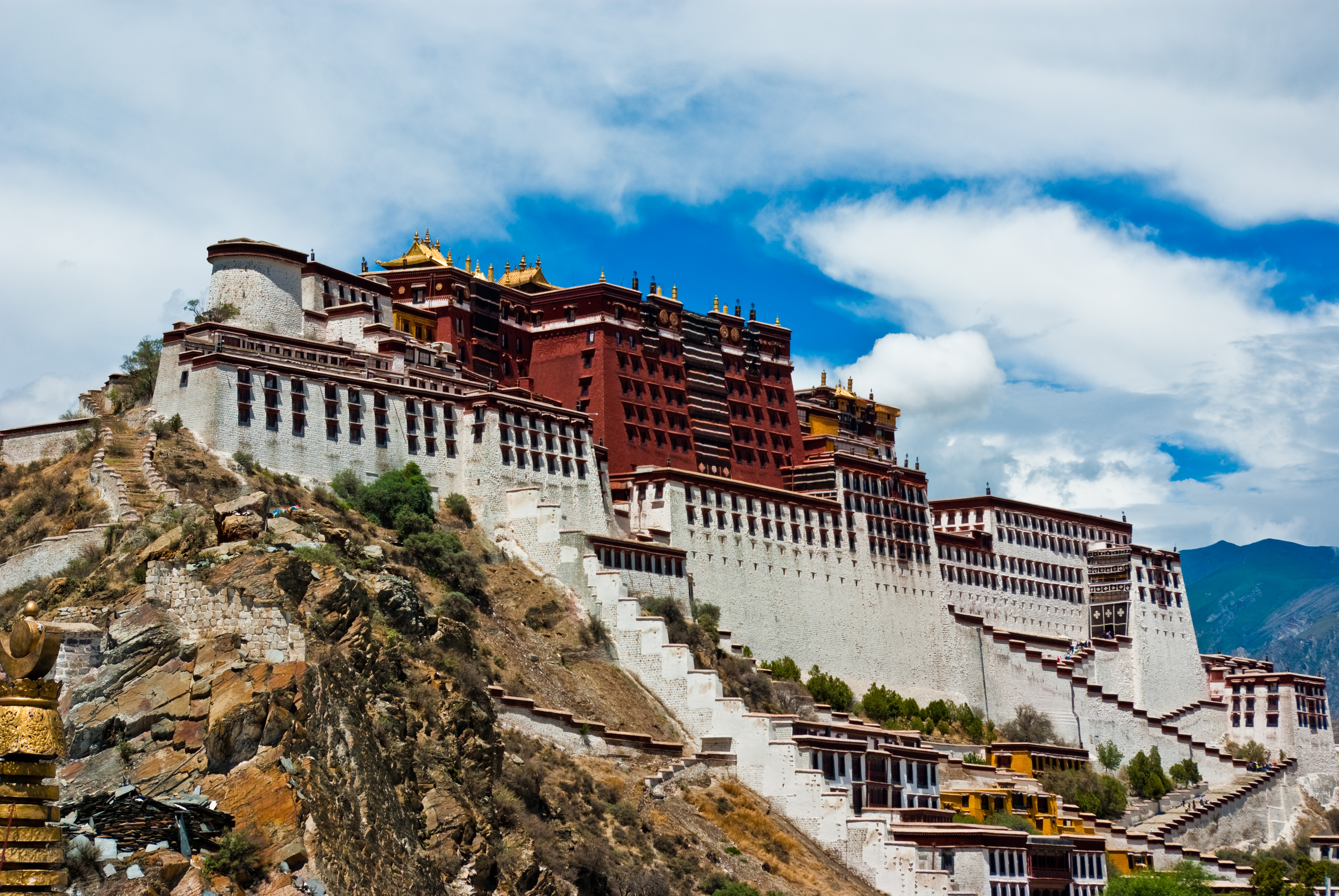
Лхаса ( Хласа )
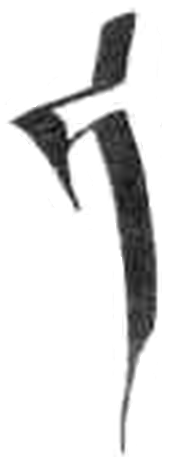
Ха умэ

## Харатахра
— при передаче санскритских слов читается как «Хра», при передаче китайских слов читается как «Ша».

## Лахаталха
— может читаться и как «Лха» и как «Хла».